# Жабокричка
Жабокричка (укр. Жабокричка) — село на Украине, находится в Чечельницком районе Винницкой области.
Население по переписи 2001 года составляет 618 человек. Почтовый индекс — 24813. Телефонный код — 4351.
Занимает площадь 2,46 км².

## Адрес местного совета
24812, Винницкая область, Чечельницкий район, с. Каташин, ул. Ленина, 68